# تبادل الأدوار
تبادل الأدوار، (بالإنجليزية: Role reversal)‏، هو أحد أساليب الدراما النفسية، والذي يعرض الصراعات الداخلية لشخصية بطل الرواية، بشكل عميق ومفصل على خشبة المسرح، وقد يعد هذا الأسلوب، أحد أهم الأساليب المستخدمة في الدراما النفسية، وأكثرها فاعلية.
إن الشخصية الرئيسية، في نطاق الدراما النفسية، مُطالبة بالخروج عن ذاتها أو دورها، وتقمص شخصية الآخر، وتأدية دوره، وبهذه الطريقة يمكن ل الأنا المساعدة أن تتعلم كيفية أداء الأدوار.
فعلى سبيل المثال تتبادل الشخصية الرئيسية إذا كانت ابناً أو ابنة دورها مع أحد الوالدين في جلسة بين الوالدين والأبناء. لا يساهم هذا الأسلوب في استبصار دور معين فحسب بل ويُمكِّن المخرج والأنا المساعدة والجمهور من التعرف بشكل أكبر على ذلك الدور.

## النظرية
هناك ثلاثة أساليب مهمة متبعة في الدراما النفسية، ويمثل كل أسلوب على حدة مرحلة مختلفة في نظرية مورينو لتطور الطفل: 
- أسلوب الدوبلاج: مرحلة التعرف على الهوية.
- أسلوب المرآة: مرحلة التعرف على الذات.
- أسلوب تبادل الأدوار: مرحلة التعرف على ذات الآخر.

يتطلب أسلوب تبادل الأدوار، أن يكون المرء على دراية بكيفية التفريق في الزمان، والمكان، والأشخاص، وأن يكون قادراً على الخروج عن ذاته، وتقمص ذات الآخر، ليتمكن من تأدية دوره.

## المنهجية
يتضمن تبادل الأدوار أن يحل كل من الشخصية الرئيسية والذات الأخرى من أفراد العائلة والأصدقاء أو زملاء الدراسة والعمل محل الآخر؛ إذ تُعنى الشخصية الرئيسية باستعراض وضعية جسد الذات الأخرى ومحاكاة طريقتها في الحديث وتصرفاتها وعواطفها وأسلوب تعاملها مع الآخرين أو أي تفاصيل أخرى متعلقة بها. وبالتالي يساعد هذا الأسلوب الشخصية الرئيسية على سبر أي معلومات متعلقة بالدور وتوجد هناك العديد من الكتب التي وضحت طريقة تطبيق تبادل الأدوار. .

## التطبيق
قدّم المؤلف «لويس يابلونسكي» والعالم في مجال الدراما النفسية، أربعة مباعث، لتطبيق تبادل الأدوار، مقدماً العلاقة بين الأم والابنة كمثال.
- أولا يساعد تبادل الأدوار الشخصية الرئيسية على الشعور بالطرف الآخر وفهمه وفهم طريقة تفاعله مع البيئة المحيطة به، فمثلا: تصبح الابنة أكثر إدراكاً بشعور والدتها تجاهها كابنة وأكثر فهما لطريقة تعاملها معها.

- السبب الثاني هو أن هذا الأسلوب يجعل الشخصية الرئيسية تنظر إلى نفسها وكأنها تنظر إلى المرآة. أي إذا لعبت الابنة دور والدتها ستتمكن من رؤية كيف تنظر الأم إلى ابنتها من وجهة نظر الأم ويقدم يابلونسكي وصف الابنة دليلاً على ذلك: «لقد لاحظت وللمرة الأولى من وجهة نظر أمي أنها مستاءة من عمرها ومظهرها الخارجي وهذا أحبطني لأنها أخذت تتنافس معي».

- السبب الآخر هو أن هذا الأسلوب يمنع الشخصية الرئيسية من الوقوع في شباك دفاعها الخاص. يقدم يابلونسكي الشجار بين الأزواج كمثال آخر حيث يتبادل الأزواج في هذا الأسلوب أدوارهم مع بعضهم بعضاً لتتكون لديهم نظرة جديدة حول الشجار. ولذا يساعد هذا الأسلوب الشخصية الرئيسية على فهم ذات الآخر بشكل أكبر عوضاً عن أن تكون عالقة مع وجهة نظرها الخاصة.

- السبب الأخير هو أن هذا الأسلوب يساعد الأنا المساعدة على فهم الدور الذي ستؤديه من وجهة نظر الشخصية الرئيسية. فعلى سبيل المثال ستتمكن الابنة إذا لعبت دور أمها من شحن ذاتها بالمعلومات والإشارات التي ستوضح للأنا المساعدة كيفية أداء دور الأم. وبالتالي يساعد هذا الأسلوب الشخصية الرئيسية والأنا المساعدة على إبراز الموقف الإشكالي من وجهة نظر الشخصية الرئيسية.

يساعد تبادل الأدوار الشخصية الرئيسية، إلى جانب الأسباب المذكورة أعلاه، على السيطرة على وضع المفاضلة المعارض لها.
يذكر بول هولمز أيضاً أن هذا الأسلوب يساعد مجموعة أخرى من المشاركين على معرفة وجهة نظر الشخصية الرئيسية حول الأشخاص المعنيين كما يساعد الشخصية الرئيسية على النظر في علاقاته الشخصية بموضوعية أكبر والسمو فوق حواجز العادات التي فرضتها الأنانية.
خلاصة القول، أن تبادل الأدوار، يساعد الشخصية الرئيسية، والأنا المساعدة، والمُخرج، والجمهور، على فهم التفاعلات الديناميكية النفسية، في حياة الشخصية الرئيسية.

## وصلات خارجية
ذكرى توضيح مورينو لتبادل الأدوار – شبكة العلاج النفسي- 14 نوفمبر 2013 (بالإنجليزية).